# فرودگاه شهری کروالیس
فرودگاه شهری کروالیس (به انگلیسی: Corvallis Municipal Airport) یک فرودگاه همگانی با کد یاتا CVO است که یک باند فرود آسفالت دارد و طول باند آن ۱۷۹۸ متر است. این فرودگاه در کشور ایالات متحده آمریکا قرار دارد .